# 小行星1257
小行星1257（1257 Mora）是一颗围绕太阳公转的小行星。1932年8月8日，卡爾·威廉·萊茵姆特在海德堡发现了此天体。
該小行星以匈牙利天文學家莫拉·卡洛里（Móra Károly）命名。
这颗小行星的绝对星等为19.46580095492802等。